# Estación Aguacatala (Metro de Medellín)
La Estación Aguacatala es la decimosexta estación de la línea A del Metro de Medellín hacia el sur y la sexta en sentido contrario.
La estación se encuentra en inmediaciones de la Fábrica de Licores de Antioquia y es adyacente al Río Medellín. Además, es cercana al Intercambio Vial La Aguacatala y a la sede de la Universidad EAFIT. Es la última estación del Metro de Medellín dentro del territorio del municipio de Medellín, y se encuentra en la zona industrial de la ciudad.

## Descripción
La estación Aguacatala lleva el nombre del territorio en donde se encuentra ubicada. Desde esta parte de la ciudad hacia el sur y siguiendo el río, se han ubicado por tradición las principales fábricas e industrias que en el renglón nacional tienen sede o son originarias del Departamento de Antioquia. 
La estación se encuentra además en inmediaciones de uno de los principales intercambios viales de la región en donde se involucran la Calle 12 Sur, la Avenida Regional y la Autopista Sur que comunica al departamento de Antioquia con el suroccidente de Colombia. Desde allí se puede acceder también a las comunas del sur de la ciudad como El Poblado al oriente y Guayabal al occidente.

## Diagrama de la estación
|       |                                                       |     |
|       | Plataforma lateral, las puertas se abren a la derecha |     |
| Norte | ← hacia Poblado (Estación Niquía)                     | Sur |
| Norte | → hacia Ayurá (Estación La Estrella )                 | Sur |
|       | Plataforma lateral, las puertas se abren a la derecha |     |
|       |                                                       |     |

## Horario
| Horarios de estación                  | Lunes a viernes | Sábado | Domingo y festivos |
| ------------------------------------- | --------------- | ------ | ------------------ |
| Primer tren con dirección Niquía      | 04:39           | 04:39  | 05:10              |
| Primer tren con dirección La Estrella | 04:38           | 04:38  | 05:08              |
| Último tren con dirección Niquía      | 22:53           | 22:53  | 22:10              |
| Último tren con dirección La Estrella | 23:10           | 23:10  | 22:29              |

## Rutas integradas
| RUTA    | NOMBRE                                                         | DESTINO |
| ------- | -------------------------------------------------------------- | ------- |
| C3-001  | Aguacatala - Santa Gema                                        |         |
| C3-001A | Aguacatala - Los Cabos                                         |         |
| C3-002  | Aguacatala - Bulerías Unicentro                                |         |
| 130i    | Industriales - Aguacatala (x Av. El Poblado)                   |         |
| 132i    | La Visitación - Centro Comercial Oviedo - EAFIT                |         |
| 132ii   | Estación Poblado - Av. 34 - Estación Aguacatala                |         |
| 133ii   | Club Campestre - ISA - Loma de los Gonzales                    |         |
| 135i    | Aguacatala - Av. El Poblado - Calle 20A Sur - Aguacatala       |         |
| 142i    | Aguacatala - Urbanización Quintas del Rodeo                    |         |
| 143i    | Barrio La Colina - San Rafael, Fábrica de Licores de Antioquia |         |

## Zona de interés
- Museo El Castillo